# Julio Martínez Cortés
Julio Martínez Cortés (Requena, 2 de noviembre de 2000) más conocido como Julito Martínez es un futbolista español que juega en la demarcación de delantero para el Club Recreativo Granada de la Primera RFEF.

## Trayectoria
Nacido en Requena, provincia de Valencia, es un jugador formado en la cantera del Valencia CF y el Córdoba CF hasta que en 2018 recaló en La Academia del Málaga CF para jugar en juvenil de División de Honor. 
Su buena temporada 2018-19 con el Juvenil 'A' en División de Honor le catapultó al Atlético Malagueño, comenzando en gran forma la temporada 2019-20 en Tercera División. Hizo su debut absoluto con el filial el 25 de agosto de 2019, iniciando y anotando el primer gol frente al Alhaurín de la Torre CF en una goleada por cuatro goles a cero en la Tercera División.
El 15 de diciembre de 2019 hace su debut con el primer equipo del Málaga CF en la Segunda División de España, en un encuentro que acabaría con empate a cero frente al Extremadura UD. Durante la temporada 2019-20 jugaría otro encuentro de la Segunda División de España frente al CD Mirandés, disputado el 21 de enero de 2020.
Tras realizar la pretemporada en verano de 2020 con el primer equipo, durante la temporada 2020-21 seguiría contando para el técnico Sergio Pellicer con el dorsal número 34 a la espalda y jugaría durante más partidos en la división de plata del fútbol español.
El 8 de noviembre de 2020, jugaría su primer encuentro de titular en la Segunda División frente al CE Sabadell, donde disputaría 69 minutos en la victoria por un gol a dos.
El 6 de julio del 2022 ficharía por el Club Recreativo Granada por una temporada con opción de dos adicionales.

## Clubes
| Club                    | País   | Año               | Partidos | Goles |
| ----------------------- | ------ | ----------------- | -------- | ----- |
| Atlético Malagueño      | España | 2019- 2022        | 69       | 27    |
| Málaga CF               | España | 2019 - 2022       | 16       | 0     |
| Club Recreativo Granada | España | 2022 - Actualidad | 36       | 8     |
| Granada CF              | España | 2022 - Actualidad | 0        | 0     |